# Thailand Premier League 1996/97
Von 1916 bis 1995 war der Kor Royal Cup die höchste Spielklasse im thailändischen Fußball. Ab 1996 löste die Thailand Premier League den Kor Royal Cup als höchste Spielklasse ab. Von 1996 bis 1998 hieß die Premier League aus Sponsorengründen Johnnie Walker Thailand Soccer League.
Die erste Saison der TPL bestand aus 18 Vereinen. Die ersten Vier am Ende der Saison qualifizierten sich für die Endrunde um die Meisterschaft.
Die letzten 6 Mannschaften mussten in die ab 1997 eingeführte Thailand Division 1 League absteigen.
Titelverteidiger, aus dem Kor Royal Cup war die Thai Farmers Bank, welche ihren Titel aber nicht verteidigen konnte.

## Vereine der Saison 1996/97
| Teilnehmer |
| - FC Bangkok Bank - Bangkok Bank of Commerce - FC Krung Thai Bank - FC Osotspa M-150 - Singha Tero Sasana - Rajvithi-Agfatech - FC Sinthana - FC Royal Thai Police - Royal Thai Navy - FC Port Authority of Thailand - Singha-Thamrongthai - FC Stock Exchange of Thailand - FC Royal Thai Air Force - UCOM Raj Pracha - FC Thai Farmers Bank – Titelverteidiger - FC TOT - Royal Thai Army - FC Thailand Tobacco Monopoly |

## Abschlusstabelle der Saison 1996/97
| Pl. | Verein                     | Sp. | S  | U  | N  | Tore    | Diff. | Punkte |
| --- | -------------------------- | --- | -- | -- | -- | ------- | ----- | ------ |
| 1. | FC Thai Farmers Bank       | 34  | 18 | 10 | 6  | 056:250 | +31   | 64     |
| 2. | FC TOT                     | 34  | 17 | 11 | 6  | 061:350 | +26   | 62     |
| 3. | FC Bangkok Bank            | 34  | 17 | 11 | 6  | 054:340 | +20   | 62     |
| 4. | Stock Exchange of Thailand | 34  | 17 | 9  | 8  | 059:310 | +28   | 60     |
| 5. | UCOM Raj Pracha            | 34  | 16 | 12 | 6  | 062:360 | +26   | 60     |
| 6. | Sinthana                   | 34  | 17 | 6  | 11 | 045:450 | ±0    | 57     |
| 7. | FC Royal Thai Air Force    | 34  | 14 | 12 | 8  | 060:500 | +10   | 54     |
| 8. | FC Royal Thai Army         | 34  | 14 | 12 | 8  | 060:500 | +10   | 54     |
| 9. | FC Royal Thai Navy         | 34  | 13 | 12 | 9  | 044:290 | +15   | 51     |
| 10. | FC Royal Thai Police       | 34  | 13 | 11 | 10 | 053:390 | +14   | 50     |
| 11. | Port Authority             | 34  | 9  | 14 | 11 | 044:390 | +5    | 41     |
| 12. | Singha Tero Sasana         | 34  | 9  | 14 | 11 | 037:440 | −7    | 41     |
| 13. | Tobacco Monopoly           | 34  | 7  | 14 | 13 | 037:440 | −7    | 35     |
| 14. | FC Osotspa M-150           | 34  | 8  | 10 | 16 | 041:730 | −32   | 34     |
| 15. | Bangkok Bank of Commerce   | 34  | 7  | 11 | 16 | 034:470 | −13   | 32     |
| 16. | Rajvithi-Agfatech          | 34  | 8  | 8  | 18 | 043:710 | −28   | 32     |
| 17. | FC Krung Thai Bank         | 34  | 5  | 9  | 20 | 032:540 | −22   | 24     |
| 18. | Singha-Thamrongthai        | 34  | 1  | 6  | 27 | 026:111 | −85   | 09     |
| Ermittlung des Tabellenplatzes einer Mannschaft bei Punktgleichheit: 1. Direkter Vergleich; 2. Tordifferenz; 3. erzielte Tore |                            |     |    |    |    |         |       |        |

## Meisterschaftsendrunde

### Halbfinale
| Datum            |                            | Ergebnis |                      |
| ---------------- | -------------------------- | -------- | -------------------- |
| 23. Februar 1997 | Stock Exchange of Thailand | 2:0      | FC Thai Farmers Bank |
| 23. Februar 1997 | FC Bangkok Bank            | 3:2      | FC TOT               |

### Finale
| Datum         |                 | Ergebnis |                            |
| ------------- | --------------- | -------- | -------------------------- |
| 16. März 1997 | FC Bangkok Bank | 2:0      | Stock Exchange of Thailand |

## Auszeichnungen der Saison 1996/97

### Trainer des Jahres
- Withaya Laohakul – FC Bangkok Bank

### Spieler des Jahres
- Amporn Amparnsuwan – FC TOT

### Torschützenkönig
- Amporn Amparnsuwan – FC TOT